# Carlos Sevillano
Carlos Sevillano, né le 5 novembre 1940, à Madrid, en Espagne, est un ancien joueur espagnol de basket-ball. Il évolue au poste d'ailier.

## Palmarès
- Champion d'Espagne 1960, 1961, 1962, 1963, 1964, 1965, 1966, 1968, 1969
- Coupe du Roi 1960, 1961, 1962, 1965, 1966, 1967
- Coupe des clubs champions 1964, 1965, 1967, 1968
- Finaliste des Jeux méditerranéens de 1959 et 1963